# Юджийн О'Нийл
 Юджийн Гладстоун О'Нийл (на английски: Eugene Gladstone O'Neill) е американски писател и драматург. Стилът му е определян като психологически реализъм, редом с този на Артър Милър или Хенрик Ибсен. Автор на 45 театрални творби. Четирикратен носител на „Пулицър“. Нобелов лауреат за литература през 1936 година. Баща на последната съпруга на Чарли Чаплин, Уна О'Нийл.

## Биография
Ражда се в ирландско католическо семейство, в една хотелска стая на „Бродуей“. Баща му, актьор, посвещава почти изцяло кариерата си на ролята на граф Монте Кристо. След нередовен живот по доковете на Ню Йорк и опит за самоубийство, Юджийн започва да пише.

## Творчество
Пиесите му са добре познати и често поставяни в цял свят: „Злато“ (1920), „Любов под брястовете“ (1925), „Електра в черно“ (1931), „Луна за несретници“ (1943), „Явява се разносвачът на лед“ (1946), „Дългият път на деня към нощта“ (1956) и други. Много от тях са филмирани.

## Произведения

### Пиеси
- Bread and Butter, 1914
- Servitude, 1914
- The Personal Equation, 1915
- Now I Ask You, 1916
- Beyond the Horizon, 1918 – „Пулицър“, 1920
- The Straw, 1919
- Chris Christophersen, 1919
- Gold, 1920
- Anna Christie, 1920 – „Пулицър“, 1922
- The Emperor Jones, 1920
- Diff'rent, 1921
- The First Man, 1922
- The Hairy Ape, 1922
- The Fountain, 1923
- Marco Millions, 1923 – 25
- All God's Chillun Got Wings, 1924
- Welded, 1924
- Desire Under the Elms, 1924
- Lazarus Laughed, 1925 – 26
- The Great God Brown, 1926
- Strange Interlude, 1928 – „Пулицър“
- Dynamo, 1929
- Mourning Becomes Electra, 1931
- Ah, Wilderness!, 1933
- Days Without End, 1933
- The Iceman Cometh, написана през 1939, публикувана през 1940, поставена за първи път през 1946
- Long Day's Journey Into Night, написана през 1941, поставена за първи път през 1956 – „Пулицър“, 1957
- A Moon for the Misbegotten, написана през 1941 – 1943, поставена за първи път през 1947
- A Touch of the Poet, завършена през 1942, поставена за първи път през 1958
- More Stately Mansions, поставена за първи път през 1967
- The Calms of Capricorn, публикувана през 1983

### Едноактни пиеси
Гленкърнски пиеси
- Bound East for Cardiff, 1914
- In The Zone, 1917
- The Long Voyage Home, 1917
- Moon of the Caribbees, 1918

Други едноактни пиеси
- A Wife for a Life, 1913
- The Web, 1913
- Thirst, 1913
- Recklessness, 1913
- Warnings, 1913
- Fog, 1914
- Abortion, 1914
- The Movie Man: A Comedy, 1914
- The Sniper, 1915
- Before Breakfast, 1916
- Ile, 1917
- The Rope, 1918
- Shell Shock, 1918
- The Dreamy Kid, 1918
- Where the Cross Is Made, 1918
- Exorcism 1919
- Hughie, написана през 1941, поставена за първи път през 1959